# マンコルナダス湖
マンコルナダス湖（Laguna Mancornadas）は、ボリビアにある湖。ベニ県北西部に位置し、首都スクレからは北に600kmほどの距離になる。水面の標高は165m。74km2の面積を持ち、東へ1.2km地点の最大深度は182mに及ぶ。
マンコルナダス湖周辺の人口密度は非常に低く、1km2あたり2人しかいない。熱帯雨林気候の地域に含まれ、年間平均気温は22℃。最も暖かい10月には平均24℃、最も気温が下がる7月でも22℃ほどである。年間平均雨量は2369mm。雨季の2月には平均459mmの降雨量があり、乾季の7月は平均38mmである。
一帯はヤタ川流域の最南端にあり、2013年に同川流域の一部としてラムサール条約登録地となった。